# Michael Dölp
Michael Dölp (* 8. Oktober 1952 in Osnabrück) ist ein deutscher Jurist, ehemaliger Staatssekretär im Ministerium für Justiz, Gleichstellung und Integration von Schleswig-Holstein und ehemaliger Richter am Bundesgerichtshof.
Dölp trat 1979 in den höheren Justizdienst des Landes Niedersachsen ein, wo er 1982 nach Verwendungen bei der Staatsanwaltschaft Hannover, dem Landgericht Hannover, dem Amtsgericht Springe und dem Niedersächsischen Ministerium der Justiz zum Richter am Landgericht Hannover ernannt wurde. Von 1988 bis 1990 wurde Dölp als wissenschaftlicher Mitarbeiter an den Bundesgerichtshof abgeordnet. Nach dem Ende der Abordnung folgte die Ernennung zum Richter am Oberlandesgericht Celle. Im Jahr 2000 wurde Dölp Vorsitzender Richter am Landgericht Lüneburg. In dieser Funktion führte er ab Mitte 2002 das Verfahren zum ICE-Unglück von Eschede. Ab 2004 war er erneut am Landgericht Hannover tätig.
Am 1. September 2008 wurde Dölp zum Richter am Bundesgerichtshof ernannt, wo er dem 5. Strafsenat zugewiesen wurde. Vom 27. Oktober 2009 bis zum 12. Juni 2012 war Dölp Staatssekretär im Ministerium für Justiz, Gleichstellung und Integration von Schleswig-Holstein. Nach seinem Ausscheiden aus diesem Amt kehrte er an den Bundesgerichtshof zurück, wo er bis zu seiner Pensionierung zum Ende April 2018 tätig blieb.
Seit Mai 2018 ist Michael Dölp nach dem Erreichen der Altersgrenze für Richter in Hannover als Rechtsanwalt vornehmlich im Strafrecht tätig.